# Afroassamia
Afroassamia is een geslacht van hooiwagens uit de familie Assamiidae.
De wetenschappelijke naam Afroassamia is voor het eerst geldig gepubliceerd door Caporiacco in 1940. 

## Soorten
Afroassamia is monotypisch en omvat slechts de volgende soort:
- Afroassamia laevipes